# Paul Pomian Pesarovius
Paul Pomian Pesarovius (auch Paulus Pomian Pesarovius; * 18. Februar 1650 in Nikolaiken; † 3. Dezember 1723 in Dresden) war ein deutscher lutherischer Theologe, Geistlicher und Hochschullehrer.

## Leben
Pesarovius war Sohn des Seniors der preußischen Geistlichkeit in Nikolaiken. Er erhielt seine Ausbildung an der Universität Königsberg, an der er 1676 den Magistergrad erlangte. 1678 erhielt er die Stelle des Subinspektors am theologischen Konvikt, 1682 geriet er allerdings in einen heftigen Streit mit den Synkretisten, in dessen Folge er seines Amtes enthoben wurde. Er begab sich daraufhin auf eine längere Reise und blieb zunächst 1683 an der Universität Wittenberg. Weiter reiste er in die Niederlande und nach England, bevor er schließlich 1684 an der Philosophischen Fakultät der Universität Rostock aufgenommen wurde. Hier geriet er insbesondere mit Franz Wolff in Streit, weshalb er die für ihn vorgesehene Professur von Michael Siricius nicht übertragen bekam.
Pesarovius verließ Rostock, ging anschließend an die Universitäten von Greifswald, Wittenberg und Leipzig sowie anschließend für mehrere Jahre in die Niederlande und nach Schweden. Jedoch gelang ihm die Versöhnung mit dem Professorium von Rostock und er wurde dort 1694 zum Lic. theol. und 1696 zum Dr. theol. promoviert. Noch 1696 folgte er einem Ruf als erster Pfarrer an den Königsberger Dom. In diesem Zuge wurde er außerdem Mitglied des Konsistoriums sowie außerordentlicher Professor der Königsberger Universität. Am 18. Januar 1701 wirkte er als Pfarrer an der Königskrönung Friedrichs III. von Brandenburg mit. Seine Kanzelreden führten zu mehreren Ermahnungen und schließlich zu einer zeitweiligen Amtsenthebung, weshalb er 1707 aus Königsberg flüchtete und den Aufforderungen des Königs Friedrich I. zur Rückkehr keine Folge leistete.
Pesarovius kam über Danzig nach Schweden. Dort lehrte er einige Jahre als Professor der Theologie an der Universität Uppsala. Seine Gesundheit veranlasste ihn 1718 zur Rückkehr in die deutschen Lande. Er ging zunächst nach Wittenberg und von dort nach Zerbst, bevor er sich 1722 in Dresden niederließ. Dort starb er nach etwa einjährigem Aufenthalt.

## Werke (Auswahl)
- Dissertatio Theologica exhibens Christum Jonæ Antitypum, Reus, Königsberg 1705.
- Disputatio Theologica de Baptismo Haereticorum, Reus, Königsberg 1709.
- Compositio fundamentalis controversiae de notitia irregenitorum ... contra Syncretismum ... proposita, Zimmermann, Wittenberg 1716.
- Illuminatus in veritate religionis christianae Hugo Grotius, Zerbst 1721.